# Boulevard du Président-Wilson (Reims)
Pour les articles homonymes, voir Boulevard du Président-Wilson.
Le boulevard du Président-Wilson  est une voie de la commune de Reims, située au sein du département de la Marne, en région Grand Est.

## Situation et accès
Le boulevard Wilson appartient administrativement au Quartier Maison-Blanche - Sainte-Anne - Wilson et permet de joindre les deux gares Maison-Blanche et Franchet d'Esperet.

## Origine du nom
Cette voie porte le nom de Woodrow Wilson (1856-1924) 28e président des États-Unis acteur important de la Première Guerre mondiale, en tant qu'allié de la France qui visita Reims, le 26 janvier 1919.

## Historique
Le boulevard porte ce nom depuis 1925.

## Bâtiments remarquables et lieux de mémoire
- La Gare de Franchet d'Esperey.
- Dans le cadre de l'économie circulaire, la réfection de la structure du boulevard Wilson en 2014 avec du graves de mâchefers produit à partir mâchefers de la Plateforme de mâchefers - Reims Métropole est un exemple d'économie circulaire.